# Bruce Buck

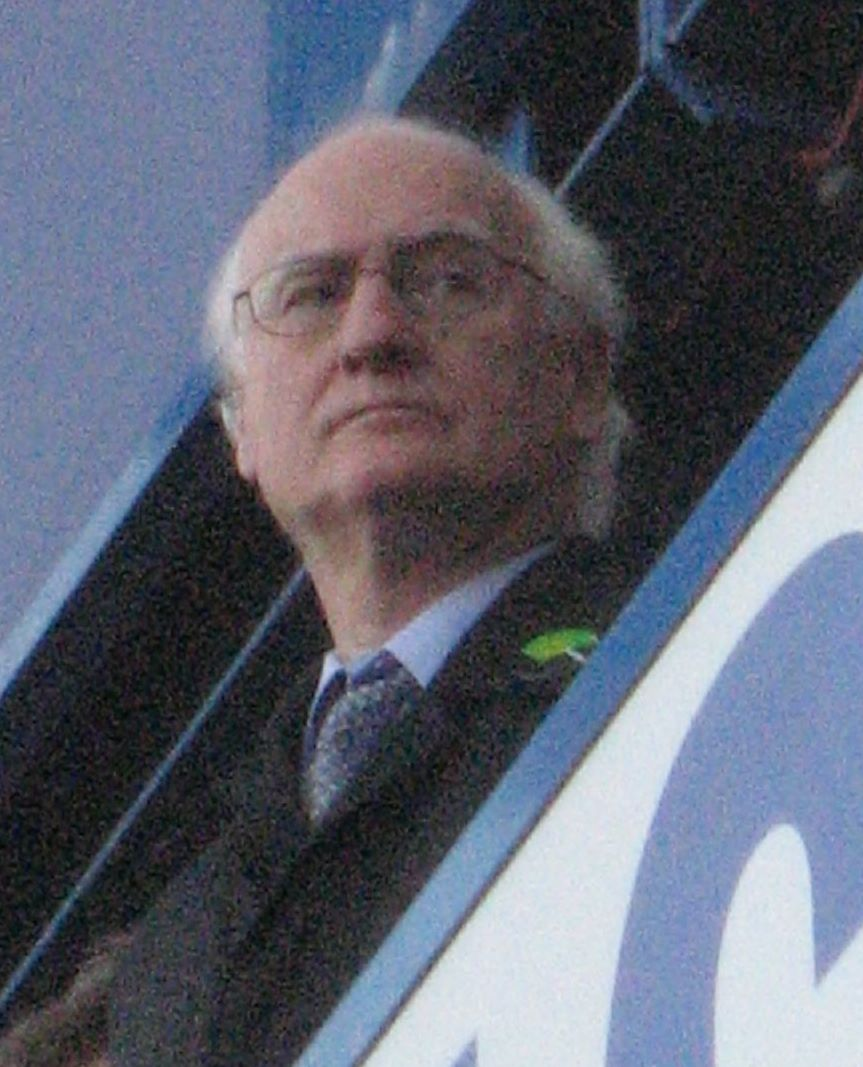
Bruce Buck

Bruce M. Buck (* 1. März 1946) ist ein US-amerikanischer Unternehmer und Vorstandsvorsitzender des englischen Fußballvereins FC Chelsea.

## Allgemeines
Buck ist geschäftsführender Partner der US-amerikanischen Anwaltskanzlei Skadden, Arps, Slate, Meagher & Flom. 
Im Jahr 1983 wechselte er im Rahmen einer Entsendung durch die Kanzlei White & Case nach Europa, wo er dann dauerhaft blieb. 1988 wurde Buck von Skadden angeworben, und seitdem arbeitet er dort. Derzeit (Stand 2008) ist er der Geschäftsführer der Kanzlei in Europa. Zu seinen Kunden gehören unter anderen die Firma Sibneft, welche bis 2006 in den Händen von Roman Abramowitsch war. Durch Abramowitsch kam Buck auch zum FC Chelsea. Der Amerikaner ist schon seit den 1980er Jahren Fan der Blues und besitzt seit Anfang der 1990er eine Dauerkarte an der Stamford Bridge. Er ist neben Abramowitsch der einzige Aktionär, obwohl er nur eine Aktie besitzt. Der aktuelle Vorsitzende in Vertretung des russisch-israelischen Unternehmers zeigt sich selten in der Öffentlichkeit. Buck ist verheiratet und hat drei Kinder.
Im Juni 2022 gab der FC Chelsea den Rücktritt Bucks zum 30. Juni 2022 bekannt.